# ファリド・ディアス
ファリド・ディアス（Farid Díaz、1983年7月20日 - ）は、コロンビア・バジェドゥパル出身の元サッカー選手。現役時代のポジションはDF。元コロンビア代表。

## 経歴

### 代表
2016年3月24日に行われた2018 FIFAワールドカップ・予選のボリビア戦で32歳で代表デビューした遅咲き。予選では8試合に出場したが、フランク・ファブラの台頭と、ディアスのスピードと運動量に陰りが見え始めていたこともあり、2017年以降は招集回数が減少していた。
2018 FIFAワールドカップを戦うコロンビア代表の予備登録メンバーには選出されたものの、23名に入ることは無かった。しかし2018年6月9日にファブラが前十字靭帯を損傷し、ワールドカップの欠場が決定すると、追加召集された。

## 代表歴

### 出場大会
- コロンビア代表
  - 2018 FIFAワールドカップ

### 試合数
- 国際Aマッチ 13試合 0得点（2016年-2017年）[2]

| コロンビア代表 | 国際Aマッチ | 国際Aマッチ |
| 年             | 出場        | 得点        |
| -------------- | ----------- | ----------- |
| 2016           | 11          | 0           |
| 2017           | 2           | 0           |
| 通算           | 13          | 0           |